# Tha Dogg Pound
Tha Dogg Pound est un groupe de hip-hop américain, originaire de Long Beach, en Californie. Il se forme en 1992 par les rappeurs Daz Dillinger et Kurupt. Ils signent au label Death Row Records à leurs débuts et contribuent significativement au succès du label. Le duo fait son apparition dans le premier album de Dr. Dre, The Chronic en 1992. Ils participent ensuite au premier album de Snoop Dogg, Doggystyle en 1993, et aux bandes originales de Death Row Murder Was the Case et Above the Rim. Leur premier album Dogg Food est publié en 1995.

## Biographie

### Débuts (1991–1998)
Avant leur participation à l'album The Chronic, Kurupt et Daz sont initialement artistes solo ; Dr. Dre leur suggèrera de former un groupe ensemble. Ils participent ensuite au premier album de Snoop Dogg, Doggystyle en 1993, et aux bandes originales de Death Row Murder Was the Case et Above the Rim sous le nom de Tha Dogg Pound. Entre 1993 et 1994, le groupe assiste Hammer à son album The Funky Headhunter aux côtés de Suge Knight et de Whole 9.
Le 31 octobre 1995, ils publient leur premier album Dogg Food au label Death Row Records. L'album débute premier du classement américain Billboard 200, et est certifié double disque de platine le 5 janvier 1996 par la RIAA. Le single Let's Play House est leur plus gros succès, se classant dans le top 50 du Billboard Hot 100, et le clip de leur titre New York, New York est constamment diffusé sur la chaîne américaine MTV. En 1996, Tha Dogg Pound participe à l'album de 2Pac, All Eyez on Me, dans lequel Kurupt participe aux titres Got My Mind Made Up et Check Out Time, et Daz Dillinger produit des titres comme 2 of Amerikaz Most Wanted, Ambitionz Az a Ridah, et I Ain't Mad at Cha. Au début de septembre la même année, 2Pac est assassiné à Las Vegas. Kurupt et Daz seront profondément affectés par cet événement et tenteront de publier un album après le décès de 2Pac. Ils restent néanmoins actifs et publient à l'album Tha Doggfather en 1996.

### Départ de Death Row (1999–2001)
En 1997, Kurupt quitte Death Row Records, mais reste membre du groupe Tha Dogg Pound. Kurupt publie deux albums solo en 1998 (Kuruption!) et 1999 (Tha Streetz Iz a Mutha) qui font participer Daz Dillinger et le reste de DPG. Cependant, le 31 mars 1998, Daz publie son seul album chez Death Row (Retaliation, Revenge and Get Back), huitième du Billboard 200, et certifié disque d'or par la RIAA. Après ça, il fonde son propre label discographique, Mobstyle Muzik. Daz se sépare finalement de Death Row à la fin de 1999 et publie son premier album indépendant R.A.W. le 29 août 2000, (87e des R&B Albums). Il suit d'un album de Tha Dogg Pound, Dillinger & Young Gotti le 1er mai 2001 (124e du Billboard 200). À la suite du départ du groupe de Death Row, Suge Knight clame être propriétaire du nom de « Tha Dogg Pound » et de toutes les chansons qu'ils ont composées avant leur départ. Pour éviter toute poursuite judiciaire, Daz change le nom de D.P.G. pour Dogg Pound Gangstaz. En 2001, Suge Knight publie un album de Dogg Pound intitulé 2002.
Pendant des années, Tha Dogg Pound se confronte à Bone Thugs-N-Harmony, à cause d'une dispute entre Death Row Records et Ruthless Records dirigé par Eazy E. Tha Dogg Pound insulte The Bone Thugs, dans leur titre Dogg Pound Gangstaz. En réponse Layzie Bone rétorque sur le titre Shotz to tha Double Glock. Cette confrontation s'achève lorsque Snoop Dogg et Kurupt participent à l'album de Krayzie Bone, Thug Mentality 1999 dans la chanson The War Iz On. Kurupt participe à la chanson de Flesh-N-Bone Kurupted Flesh dans l'album 5th Dog Let Loose. Krayzie Bone participe également à l'album solo de Daz Dillinger en 2008, Only on the Left Side dans la chanson Meal Ticket puis plus tard dans la chanson Money Fold'N dans l'album de Tha Dogg Pound That Was Then, This Is Now. Tha Dogg Pound s'implique également dans une confrontation avec B.G. Knocc Out et Dresta. En réponse aux insultes proférées dans les titres d'Eazy-E Real Muthaphukkin G's et de Kokane et Cold 187um dans Don't Bite The Funk, Tha Dogg Pound et Snoop Dogg composent un titre, What Would You Do, avec la phrase Fuck B.G. Knocc Out and every nigga down with him (« Nique B.G. Knocc Out et tous les autres négros avec »). Plus tard, B.G. Knocc Out et Dresta rétorquent avec le titre D.P.G. Killa, de leur premier album Real Brothas. Ils ont depuis fait la paix et publié un titre, Blaze It Up, comme titre bonus dans l'album de Tha Dogg Pound, Dogg Chit.
À la surprise de tout le monde, Kurupt signe de nouveau chez Death Row Records en 2002, ce que bon nombre d'autres rappeurs perçoivent comme une trahison. Il assume le rôle de vice-président, la place auparavant occupée par Dr. Dre. Distribué par Koch, Kurupt publie Against tha Grain le 23 août 2005, un album faiblement vendu, mais qui atteint les classements.

### Réunion et futurs projets (depuis 2005)
Les confrontations continuent au début de 2005 lorsque Kurupt et Daz font une trêve. Kurupt quitte Death Row apparemment avec le nom de Tha Dogg Pound et se réunit avec Daz. Le duo recommence à rapper ensemble et publie un nouvel album Dillinger & Young Gotti II: Tha Saga Continuez. Après la Western Conference de 2005, les deux acceptent de faire revivre DPGC en travaillant de nouveau avec Snoop Dogg, Soopafly, Nate Dogg, Warren G, RBX, Lady of Rage et Lil' ½ Dead. Tha Dogg Pound publie ensuite un projet appelé Cali Iz Active au label de Snoop Dogg, Doggystyle Records.
Tha Dogg Pound publie l'album indépendant Dogg Chit le 27 mars 2007, une suite de leur premier album. En août 2007, le duo est annoncé en négociation avec le label Cash Money Records ; leur prochain album est annoncé sous le titre de Westcoast Aftershocc. Le duo publie les singles Ch-Ching et Mystic River, extraits de l'album, mais ils finiront par publier un album à part, intitulé 100 Wayz. Tha Dogg Pound publie les singles de son futur album au début de 2008, Cheat en featuring avec Pharrell, They Don't Want It avec Soopafly, et Get My Drink on and My Smoke On. Après la publication de leur compilation Keep on Ridin en mai 2010, leur nouvel album 100 Wayz est publié en juillet la même année. Depuis, le duo annonce plusieurs projets, dont Dillinger & Young Gotti III: Get Paid, un album collaboratif avec Pete Rock, et une nouvelle fois Westcoast Aftershocc pour 2011, ainsi que nombreux projets solo de Kurupt avec plusieurs producteurs de DJ Premier et Pete Rock à Fredwreck. Cependant, Kurupt ne fait paraître qu'un seul album solo, Street Lights et deux projets de Daz Dillinger.
Kurupt annonce la formation du supergroupe 1st Generation, dont il fait partie, aux côtés de King Tee, Sir Jinx, Gangsta of tha Comradz, MC Eiht  et du producteur Tha Chill de Compton's Most Wanted. Kurupt et Daz forment un supergroupe appelé N'Matez composé d'eux-même, the Lady of Rage, et RBX. En décembre 2011, Tha Dogg Pound publie le single Forever in a Day, avec Snoop Dogg. Quelques jours plus tard, le duo annonce la sortie d'un futur album, Alumni, prévu pour être produit par Snoop Dogg et Dr. Dre,. Le 2 décembre 2012, Tha Dogg Pound publie une mixtape collaborative avec Snoop Dogg, That's My Work Vol. 1.

Début 2023, le groupe annonce son retour sur le label Death Row Records, fraîchement racheté par Snoop Dogg pour de nouveaux projets.

## Discographie

### Albums studio
- 1995 : Dogg Food
- 2001 : Dillinger & Young Gotti
- 2005 : Dillinger & Young Gotti II: Tha Saga Continuez...
- 2006 : Cali Iz Active
- 2007 : Dogg Chit
- 2009 : That Was Then, This Is Now
- 2010 : 100 Wayz
- 2010 : Keep On Ridin
- 2022 : DPG 4 Life
- 2024 : W.A.W.G. (We All We Got)

### Compilations
- 2001 : 2002
- 2004 : The Last of Tha Pound
- 2010 : Keep on Ridin
- 2012 : Doggy Bag

### EP
- 2008 : Let's Ryde 2Night EP

### Mixtapes
- 2006 : DPGC: Back In Business [Hosted by DJ Nik Bean]
- 2008 : Full Circle (Dogg Pound Gangsta Grillz) [Hosted by DJ Drama]
- 2012 : DPGC'Ology [Hosted by DJ Nik Bean][16]
- 2012 : That's My Work (avec Snoop Dogg)
- 2014 : That's My Work Vol. 5 (DPGC Music) (avec Snoop Dogg)

### Bootlegs
- 1992 : Paw Printz (réédité en 2009)